# Chesapeake (Virginia)
Chesapeake is een stad in de Amerikaanse staat Virginia en telt 199.184 inwoners. Het is hiermee de 90e stad in de Verenigde Staten (2000). De oppervlakte bedraagt 882,0 km², waarmee het de 11e stad is.

## Demografie
Van de bevolking is 9 % ouder dan 65 jaar en bestaat voor 18 % uit eenpersoonshuishoudens. De werkloosheid bedraagt 2,2 % (cijfers volkstelling 2000).
Ongeveer 2 % van de bevolking van Chesapeake bestaat uit hispanics en latino's, 28,5 % is van Afrikaanse oorsprong en 1,8 % van Aziatische oorsprong.
Het aantal inwoners steeg van 151.982 in 1990 naar 199.184 in 2000.

## Klimaat
In januari is de gemiddelde temperatuur 3,9 °C, in juli is dat 25,7 °C. Jaarlijks valt er gemiddeld 1133,9 mm neerslag (gegevens op basis van de meetperiode 1961-1990).

## Geboren
- Alonzo Mourning (1970), basketballer
- Michael Copon (1982), acteur, model en zanger
- Grant Holloway (1997), atleet